# 위험한 만찬
위험한 만찬(Le jeu)은 프랑스에서 제작된 프레드 카바예 감독의 2018년 코미디 영화이다. 베레니스 베조 등이 주연으로 출연하였다.

## 출연

### 주연
- 베레니스 베조
- 수잔 클레망
- 스테판 드 그루드

### 조연
- 빈센트 엘바즈
- 그레고리 가데부아
- 도리아 틸리에
- 로쉬디 젬